# Rhadine persephone
Rhadine persephone är en skalbaggsart. Rhadine persephone ingår i släktet Rhadine och familjen jordlöpare. Inga underarter finns listade i Catalogue of Life.